# ターボチャージャーを純正採用したモーターサイクル
ターボチャージャーを純正採用したモーターサイクルは、1970年代後半に国内外4輪自動車メーカーの技術開発競争に端を発する自動2輪メーカーによる開発競争の過程で生み出されたモーターサイクル(オートバイ)である。

## 概要
本稿では、国産メーカー(ブランド)で実際に1980年代前半に発売されたモデルのみを扱う。ターボチャージャーを搭載した国産4輪自動車が市販化された事で、その余波がモーターサイクルの分野にも伝播した。
当時、国内メーカーより相次いで市販化されたが、ターボラグ(レスポンスの応答遅れ)の問題等の様々な問題が浮き上がり、1～2モデル程度で開発競争が収束した。

## 採用モデル

### カワサキ
750TURBO
エンジン形式:空冷738ccDOHC2バルブ並列4気筒ターボチャージャー付き
最高出力：112PS/9000rpm
最大トルク：10.1kg･m/6500rpm
乾燥重量：233kg
最高速度：235km/h
- 空冷エンジン搭載のGPz750Fをベースにしたモデルで、1982年に北米と欧州市場で販売された。
- 750ターボが正式名称で、GPz-Fの名称を冠さない。

Z1-R tc
エンジン形式:空冷1015ccDOHC2バルブ並列4気筒ターボチャージャー付き
最高出力：Unknown
最大トルク：Unknown
乾燥重量：246kg
最高速度：Unknown
- カワサキのアメリカ現地法人の企画で開発が行われ、北米市場のカワサキディーラーで1978年に販売された。
- グレードモデルの「tc」は、ターボチャージャーの頭文字より名付けられた。

### スズキ
XN85
エンジン形式:空冷673ccDOHC2バルブ並列4気筒ターボチャージャー付き
最高出力：85PS/9000rpm
最大トルク：7.3kg･m/7500rpm
乾燥重量：225kg
最高速度：206km/h
- 同じ空冷エンジンを搭載するGS650Gカタナをベースにし、1982年に欧州市場向けへ販売したモデル。
- 正式名称の「XN85」は、同車の最高出力に因んでいる。

### ホンダ
CX500TURBO
エンジン形式:水冷496.9cc縦置き水冷4サイクルV型2気筒OHV4バルブIHIターボチャージャー付き
最高出力：82PS/8000rpm (タイプCMは78PS)
最大トルク:8.1kgm/7500rpm (タイプCMは7.5kgm)
乾燥重量:239kg
最高速度:200km/h以上
- ヘッドライト上の“TURBO”の文字が、鏡文字になっている。
- 1980年代に流行した前走車がミラー越しに見ると読み取れると云うデザイン。

CX650TURBO
エンジン形式:水冷673cc縦置き水冷4サイクルV型2気筒OHV4バルブIHIターボチャージャー付き
最高出力：100PS/8000rpm
最大トルク:10.5kgm/7500rpm
乾燥重量:230kg
最高速度:240km/h以上
- 前出のCX500TURBOのシリーズ車種。両車輌共に1981年に欧州市場向けに販売された。

### ヤマハ
XJ650TURBO
エンジン型式:空冷653cc4ストロークDOHC2バルブ並列4気筒ターボ付き
最高出力：90馬力/9000rpm
最大トルク:8.33kgm/7000rpm
車両重量:225kg
- XJ650/750Eをベース車両にしており、1982年に欧州市場向けに販売された。
- 当時でも斬新な機構であるが、国産メーカー唯一のキャブレターターボ搭載は、後にも先にも同車輌のみである。